# Luis Musrri
Luis Eduardo Musrri Saravia, mais conhecido como Luis Musrri (Mallarauco, 24 de dezembro de 1969), é um treinador e ex-futebolista chileno que atuava como volante.

## Títulos

### Como jogador
Universidad de Chile
- Campeonato Chileno: 1994, 1995, 1999, 2000, 2004 (Apertura)
- Copa Chile: 1998, 2000

### Como treinador
Deportes Melipilla
- Primera B: 2006

## Prêmios
- Melhor Treinador do Campeonato Chileno: 2008